# Villasimius
Villasimius (sardisk: Crabonàxa) er en by og en kommune (comune) i provinsen Sud Sardegna i regionen Sardinien i Italien. Byen ligger i 49 meters højde og har 3.711 indbyggere (2016). Kommunen har et areal på 57,97 km² og grænser til kommunerne Castiadas, Maracalagonis og Sinnai.